# Liste der Biografien/Herg
Liste der Biografien |
Portal Biografien |
Personensuche
# |
A |
B |
C |
D |
E |
F |
G |
H |
I |
J |
K |
L |
M |
N |
O |
P |
Q |
R |
S |
T |
U |
V |
W |
X |
Y |
Z |
?
 
Ha |
Hd |
He |
Hi |
Hj |
Hk |
Hl |
Hm |
Hn |
Ho |
Hr |
Hs |
Ht |
Hu |
Hv |
Hw |
Hy
 
Hea |
Heb |
Hec |
Hed |
Hee |
Hef |
Heg |
Heh |
Hei |
Hej |
Hek |
Hel |
Hem |
Hen |
Heo |
Hep |
Heq |
Her |
Hes |
Het |
Heu |
Hev |
Hew |
Hex |
Hey |
Hez
 
Hera |
Herb |
Herc |
Herd |
Here |
Herf |
Herg |
Herh |
Heri |
Herj |
Herk |
Herl |
Herm |
Hern |
Hero |
Herp |
Herq |
Herr |
Hers |
Hert |
Heru |
Herv |
Herw |
Herx |
Hery |
Herz
Die Liste der Biografien führt alle Personen auf, die in der deutschsprachigen Wikipedia einen Artikel haben. Dieses ist eine Teilliste mit 78 Einträgen von Personen, deren Namen mit den Buchstaben „Herg“ beginnt.

## Herg

### Herga
- Hergane, Yvonne (* 1968), deutsch-rumänische Autorin, literarische Übersetzerin und Lektorin
- Hergarden, Bernhard (1880–1966), deutscher Maler, Zeichner und Grafiker der Düsseldorfer Schule
- Hergarten, Hermann (* 1962), deutscher Drehorgelspieler
- Hergault, Jérôme (* 1986), französischer Fußballspieler

### Herge
- Hergé (1907–1983), belgischer Comic-Autor und ZeichnerHergé (1907–1983)

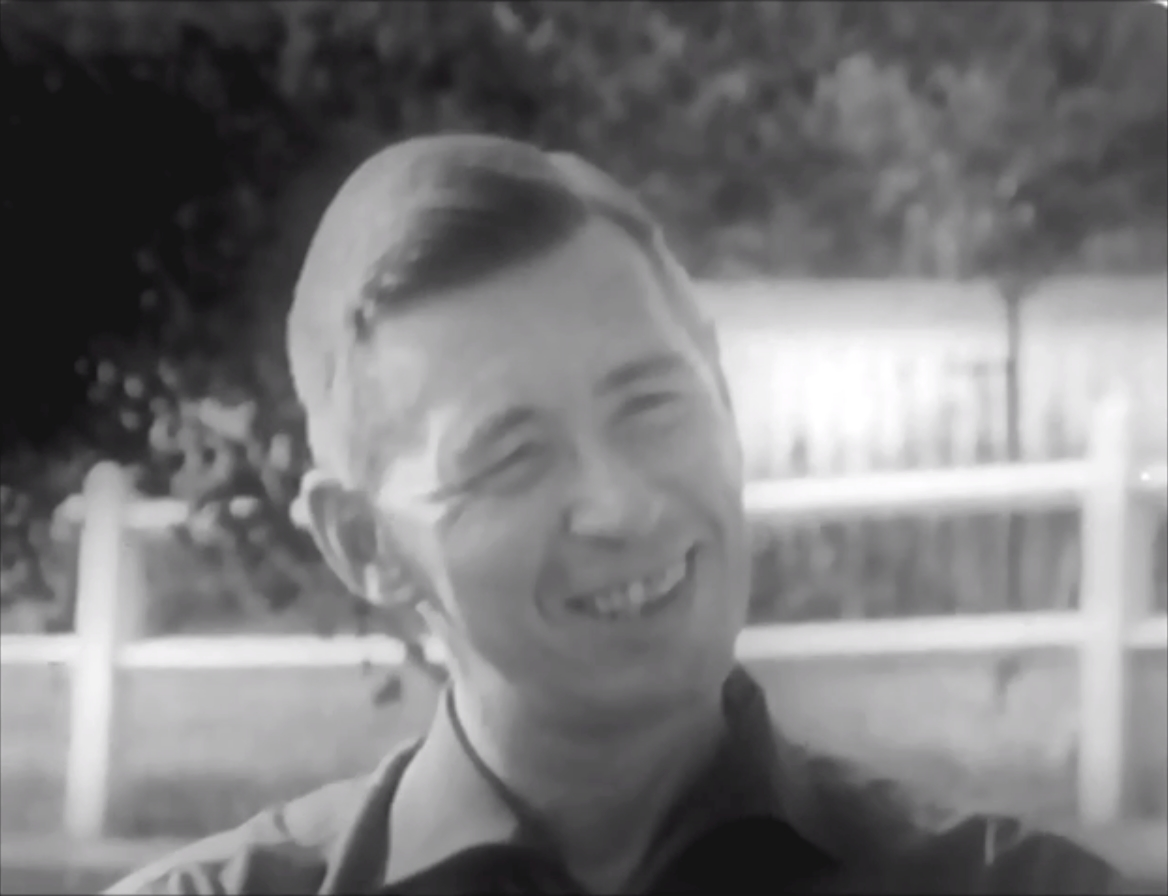
Hergé (1907–1983)

- Hergemöller, Bernd-Ulrich (1950–2023), deutscher Historiker und Lexikograf
- Hergenhahn, August (1804–1874), nassauischer liberaler Politiker
- Hergenhahn, August von (1830–1903), deutscher Jurist, Landrat und Polizeipräsident
- Hergenhahn, Carl Friedrich (1793–1868), nassauischer Generalleutnant
- Hergenhahn, Caroline (1790–1857), deutsche Pädagogin und Leiterin einer Mädchenschule
- Hergenhahn, Jacob (1881–1966), deutsch-US-amerikanischer Kunstturner
- Hergenhahn, Theodor (1833–1893), deutscher Rechtswissenschaftler
- Hergenhahn, Walter (1904–1980), deutscher Künstler und Leiter der Städel-Abendschule
- Hergenröder, Adolf (1896–1945), deutscher Politiker (NSDAP), MdR
- Hergenröder, Anton (1910–1995), deutscher Kommunalpolitiker (CSU)
- Hergenröder, Curt Wolfgang (* 1955), österreichischer Rechtswissenschaftler
- Hergenröder, Udo (1935–2024), deutscher Politiker (GAL), MdHB
- Hergenrother, Carl W. (* 1973), US-amerikanischer Astronom
- Hergenröther, Christian (* 1986), deutscher Basketballtrainer
- Hergenröther, Johann Baptist (1780–1835), deutscher römisch-katholischer Geistlicher und Theologe
- Hergenröther, Joseph (1824–1890), deutscher katholischer Kirchenhistoriker und Kardinal
- Hergenrother, Paul J. (* 1972), US-amerikanischer Chemiker
- Herger, mittelhochdeutscher Sangspruchdichter
- Herger, Albert (1942–2009), Schweizer Radrennfahrer
- Herger, Benny (* 1941), Schweizer Radrennfahrer
- Herger, Lisbeth (* 1956), Schweizer Journalistin und Sachbuchautorin
- Herger, Wally (* 1945), US-amerikanischer Politiker
- Herger, Wolfgang (* 1935), deutscher Politiker (SED), MdVWolfgang Herger (* 1935)

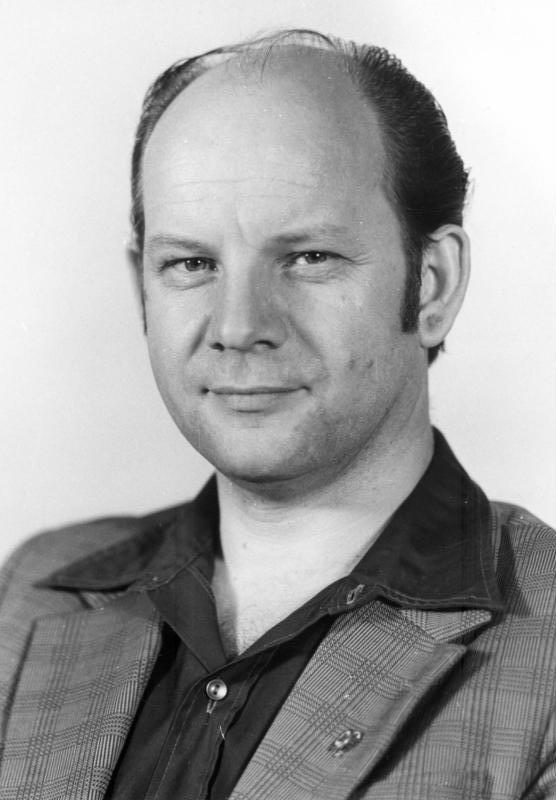
Wolfgang Herger (* 1935)

- Hergert, Elke (* 1944), deutsche Künstlerin
- Hergert, Heinrich (1904–1949), deutscher Fußballspieler
- Hergert, Heinz (* 1936), deutscher Fußballspieler
- Hergert, Peter (1899–1988), deutscher Parteifunktionär (NSDAP), Mitglied des Provinziallandtages der Provinz Hessen-Nassau
- Herges, Otmar (* 1944), deutscher Diplom-Kameramann, Schuhmachermeister, Maler und Autor
- Herges, Rainer (* 1955), deutscher Chemiker
- Hergesell, Fabian (* 1985), deutscher Fußballspieler
- Hergesell, Helmut (* 1941), deutscher Fußballspieler
- Hergesell, Hugo (1859–1938), deutscher Meteorologe und Geophysiker
- Hergesheimer, Ella Sophonisba (1873–1943), US-amerikanische Illustratorin, Malerin und Grafikerin
- Hergesheimer, Joseph (1880–1954), US-amerikanischer Schriftsteller
- Hergesse, José Aparecido (* 1957), römisch-katholischer Geistlicher
- Hergest, Richard (1754–1792), britischer Marineoffizier und Entdecker
- Herget, Anton (1917–1996), deutscher Publizist
- Herget, Franz Leonhard (1741–1800), böhmischer Ingenieur, Mathematiker und Pädagoge
- Herget, Hildegard (1930–2019), deutsche Sportlerin und Künstlerin
- Herget, Josef (* 1957), deutscher Informationswissenschaftler
- Herget, Joseph von (1812–1873), k. k. Bezirkshauptmann und Statthaltereirat
- Herget, Jürgen (* 1965), deutscher Geograph
- Herget, Karl von (1831–1913), königlich preußischer Generalmajor
- Herget, Kurt (1922–2003), deutscher Fußballspieler
- Herget, Matthias (* 1955), deutscher FußballspielerMatthias Herget (* 1955)

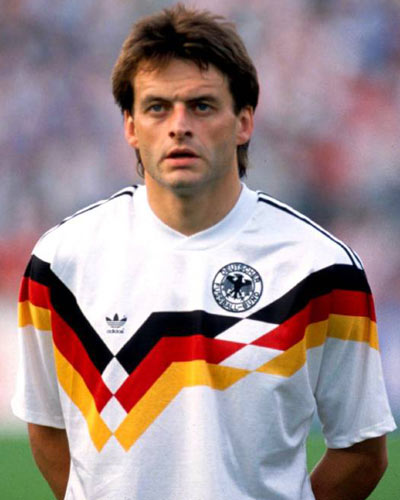
Matthias Herget (* 1955)

- Herget, Paul (1908–1981), US-amerikanischer Astronom
- Herget, Raoul (* 1957), österreichischer Musikpädagoge und Musiker
- Herget, Rudolf H. (1940–2014), deutscher Schauspieler und Poet
- Herget, Wilfried (* 1946), deutscher Universitätsprofessor und Fachbuchautor
- Herget, Wilhelm (1910–1974), deutscher Jagdpilot im Zweiten Weltkrieg
- Herget, Winfried (* 1935), deutscher Amerikanist und Literaturwissenschaftler
- Herget-Dittrich, Sophie von (1844–1925), deutsche Pianistin, Präsidentin des Klubs deutscher Künstlerinnen in Prag

### Hergh
- Herghelegiu, Marius, rumänischer Umweltschützer, Politikberater, Journalist und Förster

### Hergl
- Hergl, Christian (1852–1925), deutscher Kommunalpolitiker
- Herglotz, Gustav (1881–1953), deutscher Mathematiker und Astronom
- Herglotz, Heinrich (1892–1953), österreichischer Politiker und Bankmanager

### Hergo
- Hergold, Tina (* 1981), slowenische Tennisspielerin
- Hergot, Hans († 1527), deutscher Buchdrucker, Buchhändler und utopischer Autor
- Hergotin, Kunigunde († 1547), deutsche Buchdruckerin in Nürnberg
- Hergott, Fabrice (* 1961), französischer Kunsthistoriker
- Hergouth, Alois (1925–2002), österreichischer Schriftsteller, Lyriker und Übersetzer
- Hergovich, Fred (* 1960), österreichischer Autor und Journalist
- Hergovich, Robert (* 1976), österreichischer Politiker (SPÖ), Landtagsabgeordneter
- Hergovich, Sven (* 1988), österreichischer Manager und Politiker (SPÖ)Sven Hergovich (* 1988)

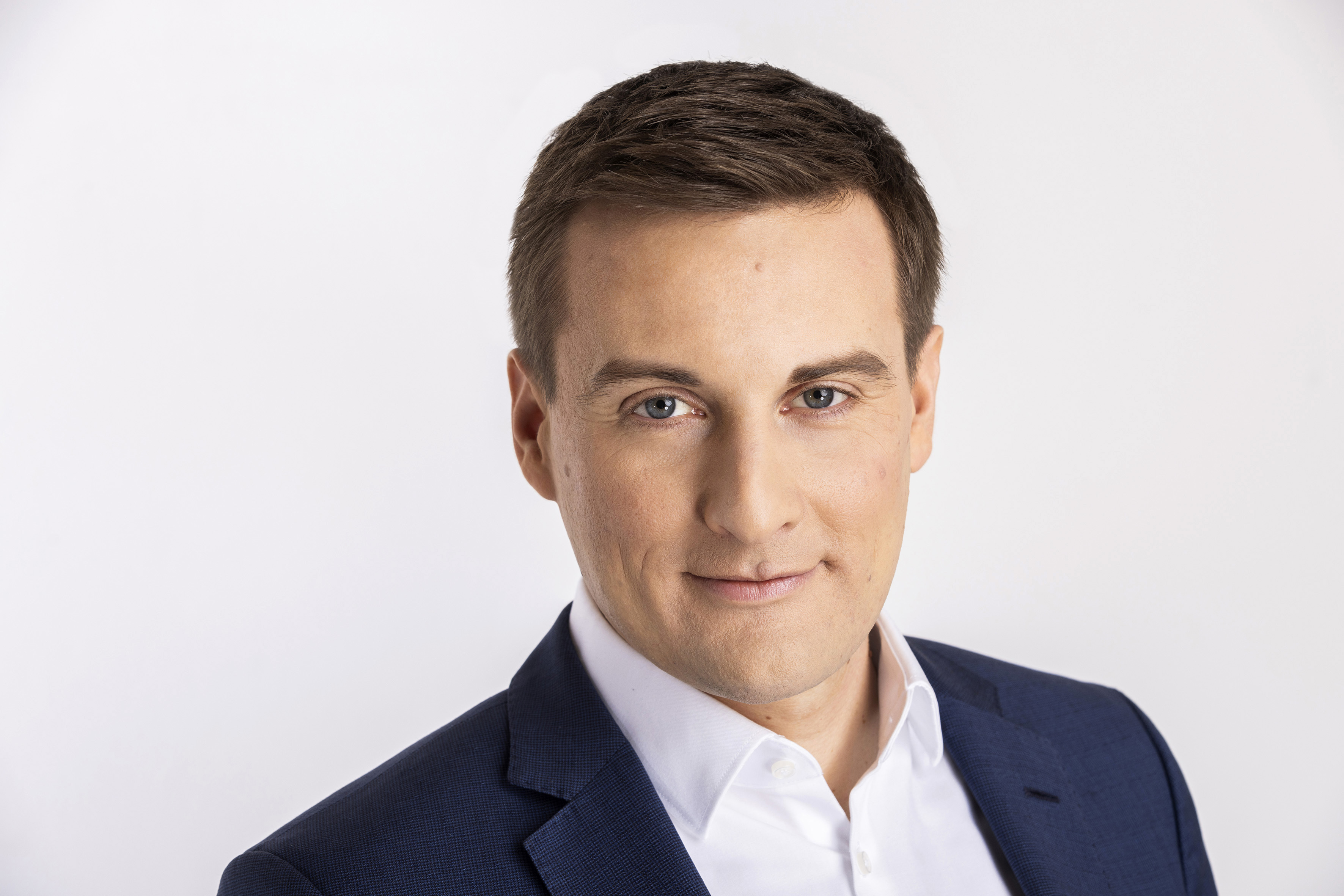
Sven Hergovich (* 1988)

### Hergt
- Hergt, Bernhard (1858–1920), deutscher Botaniker und Gymnasiallehrer
- Hergt, Jens (* 1974), deutscher Eishockeyspieler
- Hergt, Karl (1807–1889), deutscher Anstaltspsychiater
- Hergt, Oskar (1869–1967), deutscher Jurist, Verwaltungsbeamter und Politiker (DNVP), MdR, Stellvertretender Reichskanzler, Reichsminister
- Hergt, Otto (1897–1945), deutscher Politiker (NSDAP), MdR
- Hergt, Raimund (1916–1997), deutscher Jurist und Diplomat
- Hergt, Rudolph Friedrich Christian (1790–1862), deutscher Unternehmer und Verleger

### Hergu
- Hergueta, Mario (* 1967), deutscher Künstler
- Hergül, Selçuk (1942–2009), türkischer Fußballspieler